# Camp d'Esports
Il Camp d'Esports è l'arena sportiva del Lleida Esportiu e si trova a Lleida, Spagna.

## Storia
Il 1º gennaio del 1919 fu aperto ufficialmente il complesso sportivo chiamato Camp d'Esports, secondo alcuni cronisti del tempo il miglior parco sportivo in Spagna in cui è stato utilizzato il campo di calcio dalla F.C. Joventut, una squadra che tre giorni prima del tramonto sul sito aveva già giocato la prima partita contro Cervera.
Il "Camp d'Esports" fu iniziato nel 1918 ed è stato progettato dall'architetto cittadino, con sede in Barcellona,Adolf Florensa.
Oltre a calcio nel complesso sono stati effettuati i seguenti sport: atletica leggera, pallamano, nuoto, tennis, basket, pallavolo, hockey pattinaggio, ciclismo, moto ginnastica, pugilato, Wrestling, palla basca.
Nel 1920 vi fu l'approvazione per il campo di calcio, ma è necessario notare che le sue dimensioni erano minori. Attualmente, ha pista di atletica attorno ad esso.
Dopo la scomparsa dello Joventut F. C. F. che è stato chiamato C. Lerida, esso è venuto a giocare i loro giochi al "Camp d'Esports". Altre squadre come il C. I. Lleida, O. S. Calaveras, C. D. Joventut, C. D. Calcio Lleida sono venute a giocare qui e così anche in fasi successive. In seguito alla fusione degli ultimi due club nel 1947, che ha dato luogo all'attuale UE Lleida,lo stadio ha iniziato un periodo di ricostruzioni che si concluse nel 1994 nello stato attuale.